# Gosjakova ulica, Novo mesto
Gosjakova ulica je ena od ulic v Novem mestu. Imenuje se po doktorju filozofije in medicine, Janezu Krstniku Gosjaku. Ulica poteka v Poslovno storitveni coni Cikava od Podbevškove ulice proti jugu zahodno od Podbevškove ulice in vzhodno od Breckerfeldove ulice.